# Urbilateral
Els urbilaterals (de l'alemany ur, 'original') són els darrers antecessors comuns hipotètics del clade dels bilaterals, és a dir de tots els animals que tenen una simetria bilateral.
Aquest aspecte és motiu de debat, ja que encara no s'ha trobat proves en el registre fòssil; la reconstrucció morfològica depèn de si els acelomorfs s'inclouen dins del clade dels bilaterals.
La primera evidència de bilaterals en el registre fòssil es trobà en sediments del període Ediacarià (de fa uns 570 milions d'anys). A gener del 2020, el bilateral més antic conegut és Ikaria wariootia, de l'Ediacarià d'Austràlia.

## Característiques dels urbilaterals
Tindrien un embrió triblàstic (de tres capes) i dos eixos principals de simetria.
Tradicionalment se'ls ha vist com a cucs plans arrodonits, però aquest concepte va ser abandonat, i recuperat en haver inclòs un embrancament de cucs plans dins dels bilaterals.

### Visió
La detecció de la llum (fotosensibilitat) es troba en organismes simples com les algues marines i en els urbilaterals se suposa que podria consistir en una única cèl·lula fotoreceptora.